# Museo del Comunismo, Varsovia

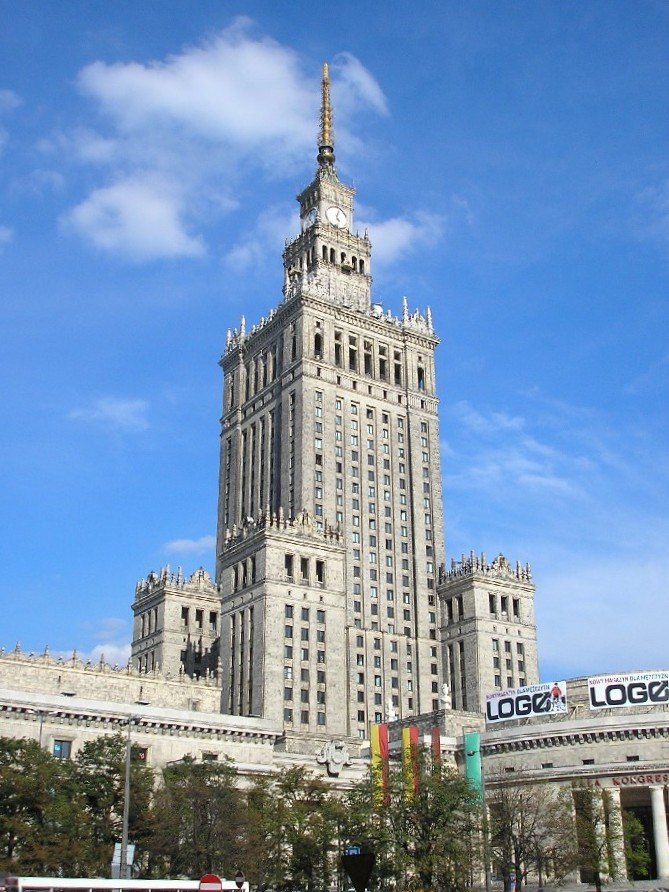
Palacio de la Cultura y la Ciencia de Polonia, en el que se encuentra el museo.

El Museo del Comunismo es un museo que se centra en el período comunista de la historia de Polonia, ubicado en el Palacio de la Cultura y la Ciencia. El museo fue fundado en 1999 por Czeslaw Bielecki, Jacek Fedorowicz y Andrzej Wajda, con la cooperación de Teresa Bogucka, Anna Fedorowicz y Krystyna Zachwatowicz.

## Exhibiciones
Las exhibiciones incluyen fotografías, vídeos y otras piezas que ilustran la violencia y los actos de resistencia durante la era comunista. Las exhibiciones detallarán la mala calidad de los productos, la mala atención médica, la mala educación, los avances en la ciencia, el militarismo y el control constante.